# Pachymelus reichardti
Pachymelus reichardti är en biart som beskrevs av Hermann Stadelmann 1898.
Pachymelus reichardti ingår i släktet Pachymelus och familjen långtungebin. Inga underarter finns listade i Catalogue of Life.